# Gran Oriente de Italia
El Gran Oriente de Italia (Grande Oriente d’Italia) es la más antigua obediencia masónica de Italia: fue fundada en 1805 tras la conquista de Italia por Napoleón Bonaparte, y en la actualidad cuenta con más de 23.000 miembros repartidos en más de 860 logias y una media de edad en ellos de unos cuarenta años, según datos del propio GOI en 2018.

## Historia
El Gran Oriente de Italia se creó en 1805 tras la conquista de Italia por Napoleón I. Durante el Imperio, fue dirigido por José Bonaparte, gran maestre, en Nápoles, y por el hijo adoptivo de su hermano Napoleón, Eugène de Beauharnais, gran maestre de la logia de Milán, de la cual era Ferdinando Marescalchi el gran conservador. Pero después fue dispersándose y se concentró solo en unas pocas logias del sur hasta que el Risorgimento le dio un nuevo empuje. En 1859, la logia "Ausonia" de Turín, animada por patriotas fervientes, fue la célula constitutiva de un renacido Gran Oriente que, inspirándose en la sólida estructura del periodo napoleónico, asumió la identidad de la institución nacional hoy conocida. Su organización anduvo al paso con el proceso de unificación italiana.
Turín fue su primera sede, después fue Florencia y al fin Roma. Entre sus grandes maestres figuró Giuseppe Garibaldi, nombrado primer masón de Italia ad vitam en 1864. En 1870 el Gran Oriente de Italia, tras los eventos de Porta Pia, se trasladó a Roma. En ese periodo existían en Italia cuatro "Consejos Supremos": el de Roma, el de Nápoles, el de Palermo y el de Turín, el único reconocido por las jurisdicciones Sur y Norte de los Estados Unidos. Pero entre 1871 y 1872 los supremos consejos de Nápoles y de Palermo confluyeron en el Supremo Consejo de Roma.
El 21 de abril de 1901, inauguró en Roma su sede en el seno del Palacio Giustiniani, que luego adquirió en 1911. Elegido gran maestre en 1904 el escultor Ettore Ferrari, autor del monumento a Giordano Bruno (1889) en el Campo de' Fiori de Roma, imprimió al Gran Oriente una más neta orientación radical y anticlerical, que causó gran división sobre todo cuando, en 1908, Ferrari propuso castigar a los miembros del Gran Oriente que se habían negado a votar en la Cámara de Diputados la moción de la socialista reformista Leonida Bissolati destinada a abolir la "enseñanza de la religión en las escuelas primarias"; por tal motivo en ese año hubo una escisión que creó una nueva obediencia masónica guiada por el pastor protestante Saverio Fera.
Antes de la marcha sobre Roma (1922) destacados masones apoyaron el fascismo, pero la francmasonería fue suprimida por Benito Mussolini en 1925 y sus bienes confiscados. Con todo, algunos masones mantuvieron tenidas clandestinas y se reunieron en logias del extranjero, sobre todo en Bélgica, Francia, Argentina, Londres y Salónica. Fue restaurada tras la II Guerra Mundial, y atravesó por escándalos tan sonados como el de Licio Gelli y la logia Propaganda 2 en 1981. Desde 1985 el Palazzo Giustiniani fue utilizado como sede del Senado de Italia y la logia de Roma se trasladó a la villa "Il Vascello" en el Gianicolo, teatro de la defensa de la República Romana en 1849 por las tropas de Giuseppe Garibaldi.

## Dirigentes del GOI
Desde su constitución ha sido dirigido por un gran maestre:
- Eugène de Beauharnais
- Filippo Delpino
- Livio Zambeccari
- Felice Govean
- Costantino Nigra
- Filippo Cordova
- Celestino Peroglio
- Giuseppe Garibaldi
- Francesco De Luca, Lodovico Frapolli
- Giuseppe Mazzoni
- Giuseppe Petroni
- Adriano Lemmi
- Ernesto Nathan
- Ettore Ferrari
- Domizio Torrigiani
- Eugenio Chiesa
- Arturo Labriola
- Alessandro Tedeschi
- Davide Augusto Albarin
- Umberto Cipollone
- Guido Laj
- Gaetano Varcasia
- Ugo Lenzi
- Carlo Speranza
- Publio Cortini
- Giorgio Tron
- Corrado Mastrocinque
- Giordano Gamberini
- Lino Salvini
- Ennio Battelli
- Armando Corona
- Giuliano Di Bernardo
- Eraldo Ghinoi
- Virgilio Gaito
- Gustavo Raffi
- Stefano Bisi